# Kazak tenge
A tenge Kazahsztán pénzneme. Egy tenge 100 tiyin (vagy tijn). A tengét 1993 novemberében vezették be, az orosz rubelt váltotta fel, kezdeti átváltási árfolyama: 1 tenge = 500 rubel.

## Elnevezése
A valuta elnevezése az orosz pénz szóhoz kapcsolható (деньги) (ejtsd: gyengi), amelyet a türk nyelvből kölcsönöztek. A tenge szó kazakul és a legtöbb türk nyelven ’mérleg’-et, ’súly’-t jelent. A szó eredete a kínai tengse, amelynek jelentése ’mérleg’. A türk nyelvek a mongol tenkh(e) szó közvetítésével vették át ezt a kifejezést. 
Így ennek a valutának az elnevezése hasonló a líra, font, és a peso értelméhez.

## Története
Kazahsztán volt a Független Államok Közössége egyik utolsó országa, amely bevezette saját nemzeti valutáját.
1991-ben létrehozták a tervezők „különleges csoportját”: Mendibaj Alin, Timur Szulejmenov, Aszimszali Duzelkhanov és Khajrulla Gabzsalilov részvételével.
1993. november 12-i hatállyal, „A Kazak Köztársaság nemzeti valutájának bevezetéséről” címmel elnöki rendelet jelent meg, azóta november 12. a „Kazah nemzeti valuta bevezetésének napja”. 15-én vezették be a tengét a napi gyakorlatban is.
1995-ben megnyílt a kazahsztáni pénzjegynyomda.
A tenge bankjegyek első szállítmányát külföldön, Angliában készítették, a fémpénzeket pedig Németországban verték.
2000. augusztus 1-je óta nem bocsát ki 1, 2, 5 tenge értékű bankjegyet, és 2000. november 1-jétől nem bocsát ki 10, 20, 50 és 100 tenge értékű bankjegyet sem, ezek a névértékek ma kizárólag fémpénz formájában vannak forgalomban.
2006 folyamán a Kazah Nemzeti Bank új bankjegy-hozott forgalomba. Ezek jelentősen eltérnek a régi, Abu Naszr Muhammad al-Fárábi arcképével díszített sorozatétól, és további biztonsági eszközöket helyeztek el a bankjegyen és annak papírjában.
A 2011-es év bankjegye a 10 000 tengés bankjegy volt az ISBN szerint, a 2012-es év bankjegye az 5 000 tengés volt, a 2013-as év bankjegye pedig az 1000 tengés bankjegy volt.
2014. február 11-én 19%-kal gyengítette a jegybank a tenge árfolyamát a dollárhoz képest.

## Érmék

### 2019-es sorozat
| Kép | Névérték  | Műszaki paraméterek | Műszaki paraméterek | Műszaki paraméterek | Műszaki paraméterek                    | Leírás        | Leírás   | Leírás                    | Dátumok    | Dátumok           | Dátumok     |
| Kép | Névérték  | Átmérő              | Vastagság           | Tömeg               | Összetétel                             | Perem         | Előlap   | Hátlap                    | Első veret | Kibocsátás        | Visszavonás |
| --- | --------- | ------------------- | ------------------- | ------------------- | -------------------------------------- | ------------- | -------- | ------------------------- | ---------- | ----------------- | ----------- |
|     | 1 tenge   | 15 mm               | 1,3 mm              | 1,63 g              | szénacél                               | sima          | névérték | Kazahsztán címere, évszám | 2019       | 2019. április 26. | forgalomban |
|     | 2 tenge   | 16 mm               | 1,3 mm              | 1,83 g              | szénacél                               | sima          | névérték | Kazahsztán címere, évszám | 2019       | 2019. április 26. | forgalomban |
|     | 5 tenge   | 17,27 mm            | 1,3 mm              | 2,18 g              | szénacél                               | sima          | névérték | Kazahsztán címere, évszám | 2019       | 2019. április 26. | forgalomban |
|     | 10 tenge  | 19,56 mm            | 1,3 mm              | 2,81 g              | szénacél                               | sima          | névérték | Kazahsztán címere, évszám | 2019       | 2019. április 26. | forgalomban |
|     | 20 tenge  | 18,27 mm            | 1,6 mm              | 2,9 g               | szénacél, nikkel                       | recés         | névérték | Kazahsztán címere, évszám | 2019       | 2019. április 26. | forgalomban |
|     | 50 tenge  | 23 mm               | 1,6 mm              | 4,7 g               | szénacél, nikkel                       | recés         | névérték | Kazahsztán címere, évszám | 2019       | 2019. április 26. | forgalomban |
|     | 100 tenge | 24,5 mm             | 1,95 mm             | 6,65 g              | mag: nikkelezett ezüst gyűrű: sárgaréz | barázdás      | névérték | Kazahsztán címere, évszám | 2019       | 2019. április 26. | forgalomban |
|     | 200 tenge | 26 mm               | 7,5 g               | 1,9 mm              | gyűrű: nikkelezett ezüst mag: sárgaréz | 16 bemélyedés | névérték | Kazahsztán címere, évszám | 2020       | 2020. január 28.  | forgalomban |

### Emlékérmék
Léteznek emlékérmék is a forgalomban lévő általános pénzérmék mellett. Ezek mind fizetőeszközként, névértéken felhasználhatók, kibocsátásuk azonban elsősorban társadalmi és kulturális célokat szolgál. Általában alacsony példányszámban kerülnek kibocsátásra és Kazahsztánban valamint külföldön értékesítik őket, numizmatikusoknak, gyűjtői áron.

## Bankjegyek

### 1993-2003
A bankjegyek előző sorozata 1993-2003 között volt forgalomban. Az alábbi címletek voltak forgalomban: 1, 3, 5, 10, 20, 50, 100, 200, 500, 1000, 2000, 5 000, 10 000 tenge. 2012-2018 között vonják ki teljesen a forgalomból

### 2006-os sorozat
2016. október 3-ával a 2000, 5 000, 10 000 tengés bankjegyeket kivonták a forgalomból.
| Kép    | Kép    | Névérték     | Méret          | Szín   | Leírás                                                    | Leírás                                                         | Dátumok    | Dátumok          | Dátumok          |
| Előlap | Hátlap | Névérték     | Méret          | Szín   | Előlap                                                    | Hátlap                                                         | kibocsátás | visszavonás      | elévülés         |
| ------ | ------ | ------------ | -------------- | ------ | --------------------------------------------------------- | -------------------------------------------------------------- | ---------- | ---------------- | ---------------- |
|        |        | 200 tenge    | 126 mm x 64 mm | sárga  | kazah zászló, Astan-Baiterek-emlékmű, Kazahsztán himnusza | Kazahsztán térképe, Asztana                                    | 2006       | forgalomban      | forgalomban      |
|        |        | 500 tenge    | 130 mm х 67 mm | kék    | kazah zászló, Astan-Baiterek-emlékmű, Kazahsztán himnusza | Kazahsztán térképe, repülő madarak                             | 2006       | forgalomban      | forgalomban      |
|        |        | 1 000 tenge  | 134mm х 70 mm  | sárga  | kazah zászló, Astan-Baiterek-emlékmű, Kazahsztán himnusza | Kazahsztán térképe, kazah hegyek, Elnöki Kulturális Központ    | 2006       | forgalomban      | forgalomban      |
|        |        | 2000 tenge   | 139 mm х 73 mm | zöld   | kazah zászló, Astan-Baiterek-emlékmű, Kazahsztán himnusza | Kazahsztán térképe, Operaház Almatiban, kazah hegyek           | 2006       | 2016. október 3. | 2020. október 3. |
|        |        | 5 000 tenge  | 144 mm х 76 mm | barna  | kazah zászló, Astan-Baiterek-emlékmű, Kazahsztán himnusza | függetlenségi emlékmű, kazah hegyek Kazahsztán Hotel Almatiban | 2006       | 2016. október 3. | 2020. október 3. |
|        |        | 10 000 tenge | 149 mm х 79 mm | ibolya | kazah zászló, Astan-Baiterek-emlékmű, Kazahsztán himnusza | Kazahsztán térképe, kanyon, Akorda-palota                      | 2006       | 2016. október 3. | 2020. október 3. |

### 2012-es sorozat
| Kép    | Kép    | Névérték     | Méret       | Szín                       | Leírás                                                              | Leírás                                            | Dátumok   | Dátumok            | Dátumok     |
| Előlap | Hátlap | Névérték     | Méret       | Szín                       | Előlap                                                              | Hátlap                                            | nyomtatás | kibocsátás         | visszavonás |
| ------ | ------ | ------------ | ----------- | -------------------------- | ------------------------------------------------------------------- | ------------------------------------------------- | --------- | ------------------ | ----------- |
|        |        | 500 tenge    |             | kék                        | nemzeti szimbólum, Kazahsztán zászlaja Kazah Eli emlékmű Asztanában |                                                   | 2017      | 2017. november 22. | forgalomban |
|        |        | 1 000 tenge  | 134 x 70 mm | sárga, narancssárga, barna | nemzeti szimbólum, Kazahsztán zászlaja Kazah Eli emlékmű Asztanában | Ustyurt-fennsík látképe                           | 2014      | 2014. december 12. | forgalomban |
|        |        | 2000 tenge   | 139 x 73 mm | zöld                       | nemzeti szimbólum, Kazahsztán zászlaja Kazah Eli emlékmű Asztanában | Kazahsztán térképe, Irtis-folyó                   | 2012      | 2013. március 29.  | forgalomban |
|        |        | 5 000 tenge  | 144 x 76 mm | vörös, kék                 | nemzeti szimbólum, Kazahsztán zászlaja Kazah Eli emlékmű Asztanában | Kazahsztán Hotel Almatiban, Függetlenségi emlékmű | 2011      | 2011. december 30. | forgalomban |
|        |        | 10 000 tenge | 149 x 79 mm | lila és kék                | nemzeti szimbólum, Kazahsztán zászlaja Kazah Eli emlékmű Asztanában | Kazahsztán térképe, Akorda-palota (elnöki palota) | 2012      | 2012. május 28.    | forgalomban |
|        |        | 20 000 tenge | 155 x 79 mm | kék, ibolya                | nemzeti szimbólum, Kazahsztán zászlaja Kazah Eli emlékmű Asztanában | Kazahsztán térképe, Akorda-palota                 | 2015      | 2015. december 1.  | forgalomban |

### 2023-as sorozat
| Kép    | Kép    | Névérték     | Méret       | Szín                | Leírás                           | Leírás                                                                 | Dátumok   | Dátumok            | Dátumok               |
| Előlap | Hátlap | Névérték     | Méret       | Szín                | Előlap                           | Hátlap                                                                 | nyomtatás | kibocsátás         | visszavonás           |
| ------ | ------ | ------------ | ----------- | ------------------- | -------------------------------- | ---------------------------------------------------------------------- | --------- | ------------------ | --------------------- |
|        |        | 500 tenge    | 125 x 70 mm | kék                 | Ustyurt hegyi juh feje, "Életfa" | kahak hegyek, Ustyurt hegyi juh                                        | 2023      | 2025               | még nincs forgalomban |
|        |        | 1000 tenge   | 130 x 70 mm | narancssárga, barna | "Életfa", ismeretlen díszítések  | ismeretlen díszítések, fekvő közép-ázsiai juhászkutya, álló tazy kutya | 2023      | 2024               |                       |
|        |        | 2 000 tenge  | 135 x 70 mm | zöld, kék           | szajgafej, "Életfa"              | szajga, tó és dombok                                                   | 2023      | 2024               |                       |
|        |        | 5 000 tenge  | 140 x 70 mm | vörös               | aranysas motívum, "Életfa"       | Charin-völgy, aranysas motívum, rétisas                                | 2023      | 2023. december 15. | forgalomban           |
|        |        | 10 000 tenge | 145 x 70 mm | lila                | hópárduc aranydísz, "Életfa"     | hópárduc aranydísz, hóval borított hegyek, hópárduc                    | 2023      | 2024               | még nincs forgalomban |
|        |        | 20 000 tenge | 150 x 70 mm | ibolya, kék         | szembeálló antilopdísz, "Életfa" | síkságok, lódísz                                                       | 2023      | 2025               | még nincs forgalomban |

### Emlékbankjegyek
A 2011-es év bankjegye a 10 000 tengés bankjegy volt az ISBN szerint, a 2012-es év bankjegye pedig az 5 000 tengés volt.
| Kép    | Kép    | Névérték     | méret          | szín           | Leírás                                                                      | Leírás                                                          | Kibocsátás        | Évforduló                                                                                         |
| Előlap | Hátlap | Névérték     | méret          | szín           | Előlap                                                                      | Hátlap                                                          | Kibocsátás        | Évforduló                                                                                         |
| ------ | ------ | ------------ | -------------- | -------------- | --------------------------------------------------------------------------- | --------------------------------------------------------------- | ----------------- | ------------------------------------------------------------------------------------------------- |
|        |        | 5 000 tenge  | 144 mm х 76 mm | vörös és barna | Kazahsztán zászlaja, Astan-Baiterek-emlékmű, kazah himnusz                  | függetlenségi emlékmű, Kazahsztán Hotel Almatiban, kazah hegyek | 2008              | 15 éves a Kazah Nemzeti Bank                                                                      |
|        |        | 1000 tenge   | 134 x 70 mm    | türkiz         | Astan-Baiterek-emlékmű, állami jelképek, szálló madár                       | kazah zászló, elnöki palota                                     | 2010. január 5.   | Kazahsztán 2010-ben az Európai Biztonsági és Együttműködési Szervezet elnöki tisztségét tölti be. |
|        |        | 2000 tenge   | 139 x 73 mm    | zöld és kék    | Kazahsztán zászlaja, Astan-Baiterek-emlékmű, kazah himnusz                  | síugró, hegy, a 7. Ázsiai Téli Játékok logója                   | 2011. január 17.  | 7. Ázsiai Téli Játékok sportesemény                                                               |
|        |        | 1000 tenge   | 134 x 70 mm    | kék és zöld    | Hodzsa Ahmed Jasszavi-mauzóleum, Iszlám Konferencia logója                  | Hodzsa Ahmed Jasszavi-mauzóleum                                 | 2011. május 25.   | Iszlám Konferencia alkalmából                                                                     |
|        |        | 10 000 tenge | 149 x 79 mm    | lila és kék    | Kazahsztán zászlaja, Kazah Eli-emlékmű Asztanában                           | Kazahsztán térképe, Akorda-palota (elnöki palota)               | 2011. július 4.   | Kazahsztán függetlenségének 20. évfordulója                                                       |
|        |        | 10 000 tenge | 149 x 79 mm    | lila és kék    | Kazahsztán zászlaja, Asztana-Baiterek emlékmű Nurszultan Abisuli Nazarbajev | kazah művészeti minták, Kazah Eli-emlékmű Asztanában            | 2016. december 1. | Kazahsztán függetlenségének 25. évfordulója                                                       |